# Louis Van Haecke
Louis Van Haecke, né le 1er juin 1910 à La Ferté-Macé et mort le 3 mars 1978 dans le 19e arrondissement de Paris, est un homme politique français.

## Biographie
Louis Van Haecke remplaça Jean de Broglie, nommé membre du gouvernement, du 27 novembre 1961 au 9 octobre 1962, puis du 7 janvier 1963 au 2 avril 1967.

## Distinctions
- Chevalier de la Légion d’honneur.
- Croix de guerre 1939-1945.
- Chevalier des Palmes académiques.